# Fauna del Ártico

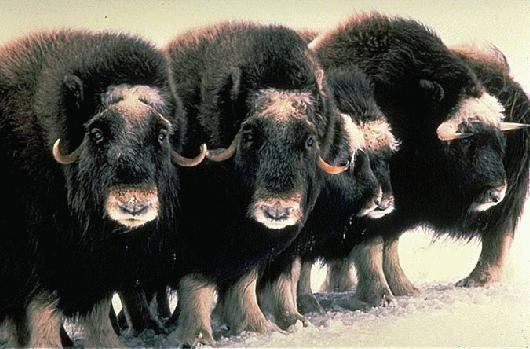
Ovibos moschatus, oriundo de la región.

La fauna ártica se caracteriza por tener especies endémicas, en esta región se encuentran pocas especies de animales y casi no se encuentran especies de plantas; debido al intenso frío los animales que habitan esta región deben adaptarse y protegerse con la capa de grasa debajo de su piel.
La mayoría de los mamíferos terrestres tienen un pelaje blanco que utilizan para camuflarse, protegerse o atacar a sus presas. Encontramos animales como: oso polar, renos, zorro ártico, buey almizclero, lobo ártico o la liebre ártica.
Se encuentran pocas aves, la mayoría en las tundras canadienses.
En invierno las pocas aves que se encuentran escasean ya que la mayoría de estas migran al sur en busca de un lugar cálido, con la excepción del charrán ártico que migra entre el Ártico y el Ántártico cada año.
Puede encontrarse también el búho nival.
En los animales acuáticos encontramos en su mayoría peces pequeños, además de ballenas, focas, delfines.
Entre los animales herbívoros que conforman la tundra del Ártico incluyen liebre, lemming, buey almizclero y caribú. Son depredados por el zorro ártico y el lobo. El oso polar también es un depredador, aunque prefiere cazar la vida marina desde el hielo. 
También hay muchas aves y especies marinas endémicas de las regiones más frías. Otras tierras incluyen los animales glotones, ermines, lemmings, y ardillas terrestres del Ártico. Entre los mamíferos marinos se encuentran las focas, morsas, y varias especies de cetáceos - ballenas barbadas y también narvales y belugas.